# Абдуллах ібн Раваха
Абдуллах ібн Раваха ібн Са'лаба (араб. عَبْد ٱللَّٰه ٱبْن رَوَاحَة ٱبْن ثَعْلَبَة)(? — 629 р.н. е.), був одним із сподвижників ісламського пророка Мухаммада, який загинув у битві при Мута.

## Біографія
Ібн Раваха походив з арабського племені Бану Хазрадж, що проживало в околицях міста Ясріб (майбутня Медина). Він був писарем і поетом.
Абдуллах ібн Раваха прийняв іслам ще до гіджри — він був одним із дванадцяти представників ансарів, які склали присягу на вірність пророку, а згодом поширювали іслам у Медині.
Крім того, він був серед 73 сподвижників, які присягнули на вірність Мухаммаду вже в Медині.
Після того, як пророк переїхав до Медини, Абдуллах ібн Раваха став одним з його секретарів. Коли деякі поети-язичники складали образливі вірші на адресу пророка Мухаммада, то Абдуллах ібн Раваха, маючи поетичний талант, писав вірші на його захист.
Джерела стверджують, що він тримався осторонь політичних інтриг і змов, які плелися в Медині проти Мухаммада, ініціатором яких виступав Абдуллах ібн Убай.

### Військові походи і смерть
Абдуллах ібн Раваха брав участь у битвах при Бадрі, Ухуді, битві біля Рову й при Хайбарі.
Вважається одним з героїв, полеглих під час битви при Мута. Він очолив військо третім, після того, як загинули два попередні командувачі (Зайд Ібн Харіса й Джафар Ібн Абу Таліб). Згодом Абдуллах ібн Раваха теж був убитий під час битви.